# Unzent
Unzent és un municipi francès, situat al departament de l'Arieja i a la regió d'Occitània.